# Делия, Селин Людовика
Селин Людовика Делия (итал. Celine Ludovica Delia; 9 сентября 2005) — итальянская спортсменка, тяжёлоатлетка, серебряный призёр чемпионата Европы 2024 года.

## Биография
В 2022 году завоевала серебряную медаль на юношеском чемпионате Европы в категории до 55 кг. В 2023 году на юниорском чемпионате Европы стала второй. 
В феврале 2024 года дебютировала на взрослом чемпионате Европы в Софии, где завоевала серебряную медаль по сумме двух упражнений с результатом 195 кг. В упражнении толчок она была второй (111 кг).
На чемпионате Европы 2025 года в Кишинёве завоевала малую бронзовую медаль в упражнении "толчок" в весовой категории до 55 кг с результатом 111 кг. По сумме двух упражнений стала только четвёртой (201 кг).

## Достижения
Чемпионат Европы
| Результат | Вес       | Год  | Место соревнований | Рывок | Толчок | Общий вес |
| Серебро   | до 55 кг. | 2024 | София, Болгария    | 84,0  | 111,0  | 195,0     |